# Alberto Cavallone
Alberto Cavallone (né à Milan le 28 août 1939 et mort à Rome le 12 novembre 1997) est un réalisateur et scénariste Italien. Les films de Cavallone sont anti-conventionnels et contiennent souvent un mélange de violence , de surréalisme et d'érotisme.

## Biographie
Alberto Cavallone s'est consacré très tôt à sa passion, le cinéma. Son concept est de réaliser des films contre les conventions mêlant violence picturale, visions surréalistes et érotisme. Les films sont pour la plupart rejetés par la critique. Il débute en 1959 avec le documentaire, aujourd'hui perdu, La sporca guerra (litt. « La sale guerre ») ; il tourne ensuite en 1964 le drame Lontano dagli occhi (litt. « Loin de mes yeux »), avec le jazzman Lino Patruno, qui signe également la bande originale avec Gianni Saintjust. Jamais distribué à l'époque, Lontano dagli occhi a refait surface en avril 2021, diffusé en Italie par la chaîne 34 sous le titre N come negrieri (it) (litt. « N comme nègres »). En 1968, Cavallone réalise Le salamandre, une sorte de polar érotique situé en Tunisie, l'histoire d'un amour saphique entre un mannequin noir et un photographe blanc entre lesquels s'intercale un médecin français. Ce tournage fait suite à la lecture des Damnés de la terre de Frantz Fanon, que Cavallone aurait rencontré à La Sorbonne avant sa mort en décembre 1961 et qui a profondément influencé sa compréhension du colonialisme et de l'impérialisme,.
En 1970 sort Dal nostro inviato a Copenaghen, l'histoire de deux marines qui, après avoir combattu au Vietnam, se réfugient à Copenhague ; l'un sert de modèle pour des bandes dessinées pornographiques, l'autre devient fou et, après une tentative de meurtre, est confié aux services sociaux qui tentent d'utiliser son cas comme sujet d'étude. En 1971, il signe Quickly... spari e baci a colazione, un film à mi-chemin entre le poliziottesco ante litteram et le film noir. Il s'agit d'une réutilisation d'une parties des images d'archives tournées précédemment par Cavallone pour un film resté inachevé, intitulé Il ragazzo che fece fumare il Vesuvio (litt. « Le garçon qui a fait fumer le Vésuve »). Afrika, une histoire d'homosexualité et de violence, film longtemps considéré comme perdu puis retrouvé, date de 1973. Après avoir édité les dialogues italiens de Esotika Erotika Psicotika, Cavallone réalise Zelda, un film érotique en 1974, avec Maria Pia Luzi, alias Jane Avril, alors sa compagne.
En 1977, il tourne L'uomo, la donna e la bestia, dans la banlieue romaine, mettant en scène l'histoire de différents personnages : un peintre et sa femme folle, une jeune prostituée, un boucher à la femme malheureuse et à la fille enceinte. L'équilibre précaire est rompu par l'arrivée d'un clochard, le tout couronné par une fin surprenante. Le Corriere della Sera a salué la sortie du DVD en ces termes : « La folie ravage une ville de province. L'affiche cite Max Ernst. Les images rendent hommage à Georges Bataille et à L'Origine du monde de Courbet, que personne ne connaissait en 1977 ».
En 1978, il réalise Blue Movie, l'histoire d'un photographe de mannequins qui décide de ne plus photographier que des objets inanimés ; un mannequin (Dirce Funari) fatigué de sa beauté, qui se laisse traiter comme un objet inanimé, et une secrétaire (Leda Simonetti), sa complice, l'assistent. En 1980, le réalisateur signe Blow Job, l'histoire d'un homme et d'une femme qui s'enfuient d'un hôtel, se retrouvent sur un champ de courses où ils rencontrent une sorcière, qui les conduira dans un château où leurs identités se confondront dans un jeu de miroirs aux accents d'épouvante. La même année arrive La gemella erotica, un film que Cavallone quitte à mi-parcours ; l'histoire raconte celle de deux jumeaux qui se ressemblent mais qui se distinguent par des mœurs différentes. Une série de films pour le marché de la pornographie et de l'érotisme suit, dont Petites fesses juvéniles pour membres bienfaiteurs en 1981. En 1983, le réalisateur réalise son dernier long métrage de fiction, Le Maître du monde, tourné à Grande Canarie. Il s'agit d'un film violent se déroulant à l'époque préhistorique. Au début des années 1990, il réalise des publicités et contribue à la révision de scénarios écrits par d'autres scénaristes, ainsi qu'à la réalisation de story-boards pour au moins un film d'animation. Au moment de sa mort, Cavallone tentait de réalisé un dernier film qu'il avait intitulé Internet Story.

### Films perdus ou inachevés
Cavallone a également écrit et réalisé un film inédit, intitulé Maldoror et tourné à Viareggio, Livourne, Rome et en Turquie en 1975. Le magazine de cinéma Nocturno a fourni plusieurs détails sur le film au fil du temps, en interviewant des personnes présentes sur le plateau et en reconstituant les événements de la production du film. Une poignée de photos de tournage, publiées par Nocturno, subsistent actuellement du film en plus du scénario.
Parmi les scènes du film : une procession avec un crucifix phallique, une fille mise au monde par une vache au milieu du sang et de la chair, un enfant qui explose en se gavant de barres chocolatées, un mariage avec un curé qui coupe la langue des mariés lors de la communion.
1984 voit le tournage de Carillon, un film pornographique.

## Filmographie

### Cinéma

#### Réalisation
- 1959 : La sporca guerra, documentaire, perdu
- 1962 : N come negrieri (it) (film redécouvert en 2021, autre titre : Lontano dagli occhi)
- 1966 : Z2 operazione Circeo, téléfilm musical
- 1969 : Le salamandre, film diffusé dans les cinémas allemands sous le titre Salamander; cette version du film est considérée comme étant perdue et comporterait des différences dans son montage par rapport à la version italienne.
- 1970 : Dal nostro inviato a Copenaghen, film sorti en Espagne sous le titre Sindrome infernal
- 1971 : Quickly... spari e baci a colazione
- 1973 : Afrika, film dont les versions anglaise et espagnole comportent un montage différent par rapport à la version italienne ; des scènes supplémentaires furent tournées spécialement pour ces versions.
- 1974 : Zelda, dont la version française (sorti le 31 août 1976 ou le 1er septembre 1976), uniquement diffusée dans les cinémas X, comporte des scènes pornographiques tournées par le réalisateur ; cette version est considérée comme étant perdue.
- 1975 : Maldoror (Maldoror, il dio selvaggio), film perdu.
- 1977 : L'uomo, la donna e la bestia (autre titre : Spell — Dolce mattatoio)
- 1978 : Blue Movie
- 1979 : Dentro e fuori la classe, documentaire fait pour la RAI en noir et blanc
- 1980 : Blow Job (Blow Job - Dolce lingua), dont la version intégrale, comportant des scènes pornographiques, est considérée comme étant perdue ; en Espagne, cette version fut exploitée au cinéma sous le titre Trabajo de absorción.
- 1980 : La gemella erotica
- 1981 : Petites fesses juvéniles pour membres bienfaiteurs (Il nano erotico - Baby sitter), film qu'en France, Reine Pirau fit éditer chez Bestix sous deux titres, Violée par un nain et Baby sitter ; une nouvelle bande sonore fut composée par Pierre Unia pour accompagner le doublage français ; cette version servit d'ailleurs pour l'exploitation du film sur le marché vidéo Japonais (versions raccourcie incluant d'extravagantes intégrations d'images pour censurer tout le contenu explicite). La VHS espagnole Baby sitter éditée par Videocadena comporte de nombreuses scènes inédites (près d'une heure). Ces scènes furent ajoutées à la suite de la réception endommagée et inutilisable du master Umatic, l'éditeur dû payer d'importants frais supplémentaires pour recevoir un nouveau master, à la réception celui-ci contenait ces nouvelles scènes.
- 1982 : Pat, una donna particolare
- 1982 : ...e il terzo gode - La gang delle porno mogli, sorti en vidéo en Allemagne chez VLF sous le titre Schreie der lust (version censurée). La version originale Italienne, supposée intégrale, demeure à ce jour perdue.
- 1983 : Le Maître du monde (I padroni del mondo) : L'introduction du film fut doublée en Anglais, Espagnole, Français et Allemand. Bien qu'une affiche Italienne existe, le film n'eut droit à aucune exploitation dans son propre pays (l'introduction fut sans doute aussi doublée en Italien mais jusqu'à présent rien n'a été trouvé pour le confirmer). Ce film fut celui qui fut le plus largement distribué sur le marché Vidéo mondial (8 éditions VHS connues : Anglaise, Américaine, Française, Polonaise, Espagnole, Japonaise et deux éditions Grecques).

#### Scénariste
- 1967 : Est-ce amour ou est-ce magie ? (Per amore... per maggia...) de Duccio Tessari
- 1983 : La Guerre du fer (La guerra del ferro - Ironmaster) d'Umberto Lenzi
- 2001 : La strage degli innocenti de Salvatore Carrara